# Pietro Alberini
Pietro Alberini (1625 – 9 de julho de 1679) foi um prelado católico romano que serviu como arcebispo titular de Nicomédia (1674-1679) e núncio apostólico em Saboia (1674-1675).

## Biografia
Pietro Alberini nasceu em Roma, Itália, em 1625. A 15 de janeiro de 1674, foi nomeado durante o papado de Clemente X como Arcebispo Titular de Nicomédia. No dia 4 de março de 1674, foi consagrado bispo por Francesco Nerli (iuniore), arcebispo de Florença com Francesco Boccapaduli, bispo emérito de Città di Castello, e Giuseppe Eusanio, bispo titular de Porphyreon servindo como co-consagradores. A 4 de março de 1674, foi nomeado por Clemente X como Núncio Apostólico em Saboia, onde serviu até à sua renúncia em novembro de 1675. Serviu como Arcebispo Titular de Nicomédia até à sua morte a 9 de julho de 1679.